# Johann Ehemann
Johann Ehemann (auch: Ehmann oder Ehrmann) (* vor 1638; † 27. November 1670 in Ulm) war ein süddeutscher Musikinstrumenten- und Orgelbauer im 17. Jahrhundert.

## Leben
Über die Herkunft und Ausbildung Johann Ehemanns ist wenig bekannt. Das Bayerische Musiker-Lexikon Online führt als seine Wirkungsstätten die Orte Dinkelsbühl, Ulm, Stuttgart und Kirchhaslach auf. In dieser Quelle wird 1638 als das Jahr seiner ersten Erwähnung angegeben. Ehemann hatte seinen Lebensmittelpunkt seit 1638 in Ulm und wurde 1649 Bürger der Stadt. Er arbeitete im süddeutschen Raum jedoch bis in die Stuttgarter Gegend hinein. Von kompletten Orgelneubauten sind nur wenige bekannt; der Großteil seiner Arbeit bestand neben dem Bau von etlichen Hausorgeln vermutlich darin, dass er Reparaturen an bestehenden Instrumenten durchführte. Zu seinen Schülern gehörte Georg Brunner aus Rothenburg ob der Tauber. Sein Bruder Hans Georg Ehemann wirkte zunächst in Ulm, wurde 1650 zum Hoforgelbauer in Stuttgart ernannt und ist mit Orgelneubauten in Sindelfingen (1649), Ebingen (1657), Balingen (1661) und Stuttgart (1668–1669) nachgewiesen.
Johann Ehemann starb Ende November 1670 in Ulm. Der knappe Eintrag im Sterbebuch der evangelischen Münstergemeinde Ulm enthält keine Aussagen dazu, wie alt er wurde oder ob er eine Familie gegründet hatte.

## Werke

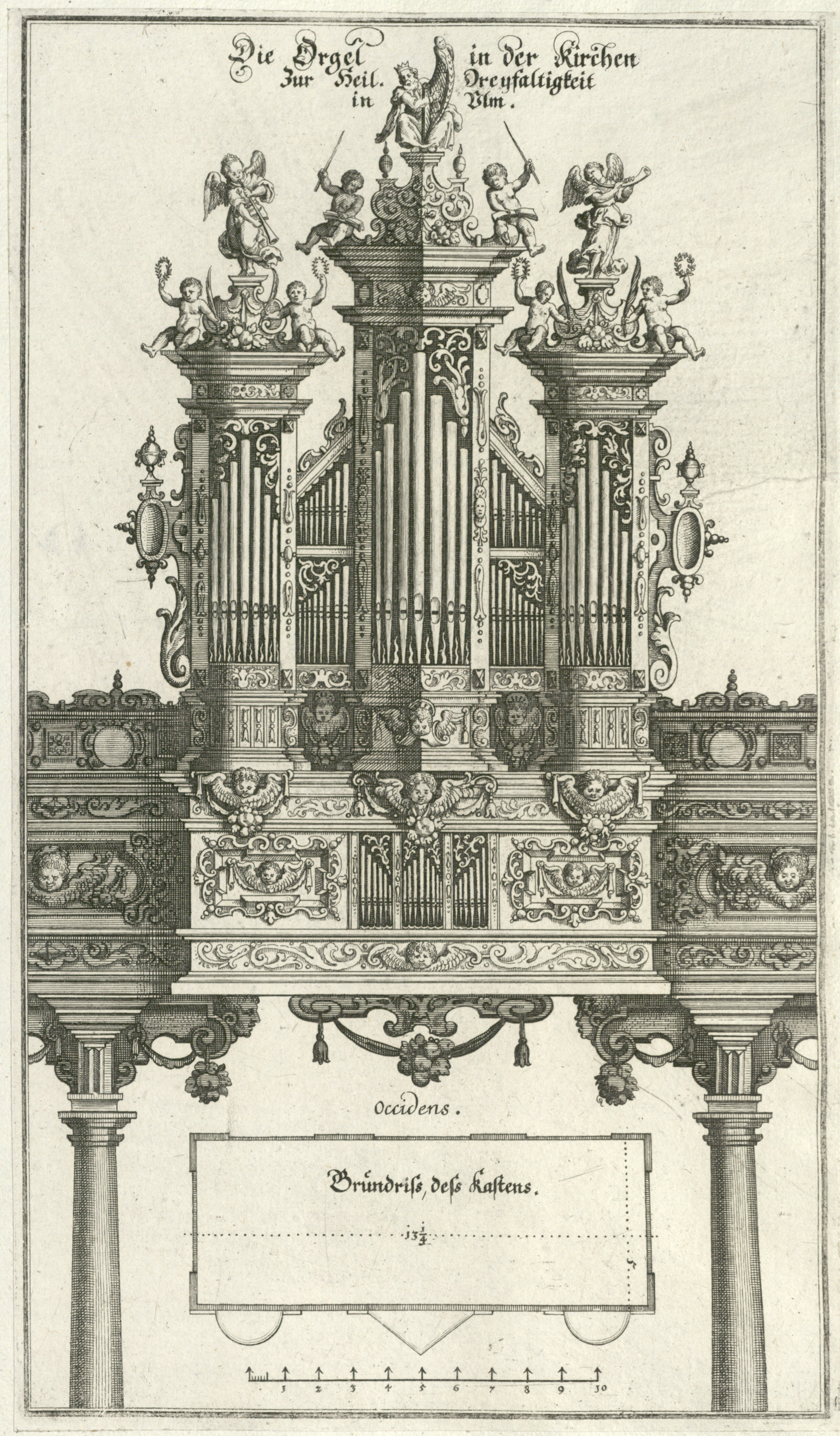
Stich von Matthäus Merian d. Ä.:
„Die Orgel in der Kirchen zur Heil. Dreyfaltigkeit in Ulm“ (1643)

### Die Orgel in der Ulmer Dreifaltigkeitskirche

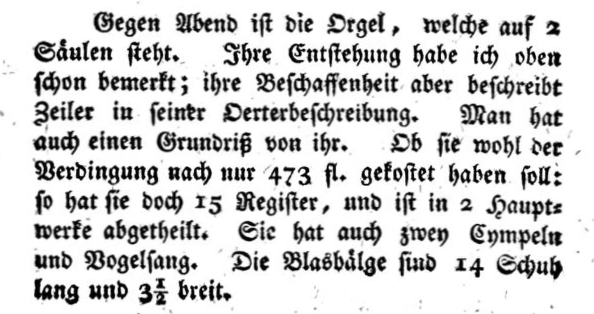
Johann Herkules Haid beschreibt im Jahr 1786 die Ehemann-Orgel in der Dreifaltigkeitskirche Ulm

In Ulm entstand 1641 das bekannteste Werk Johann Ehemanns, die neue Orgel in der Dreifaltigkeitskirche. Der Heimatforscher Johann Herkules Haid beschrieb diese Ehemann-Orgel in seinem Buch Ulm mit seinem Gebiete im Jahr 1786 wie folgt:

„Gegen Abend ist die Orgel, welche auf 2 Säulen steht … Ob sie wohl der Verdingung nach nur 473 fl. gekostet haben soll: so hat sie doch 15 Register, und ist in 2 Hauptwerke abgetheilt. Sie hat auch zwey Cympeln und Vogelsang. Die Blasbälge sind 14 Schuh lang und 3 ½ breit.“

Das Instrument stand demnach auf der Westseite des Kirchengebäudes. Es wurde von zwei Säulen getragen und war hinsichtlich der Bauart und Situierung eine sogenannte Brüstungsorgel. Sie hatte gemäß Haids Beschreibung 15 Register, die in zwei gleiche Werke aufgeteilt waren, sowie zwei Zimbeln und das Register „Vogelsang“. Die Blasbälge waren 14 Fuß (4,20 m) lang und 3 ½ Fuß (1,05 m) breit.
Der Orgelneubau erfolgte nicht gleichzeitig mit dem Bau der Kirche, die bereits 1621 eingeweiht worden war. Er wurde erst nachträglich durch wesentliche Unterstützung des Ulmer Ratsherrn Joseph Furttenbach ermöglicht und erst „in den bedrängtesten Kriegszeiten zu Stande gebracht“. Renoviert und instand gesetzt wurde das Instrument im Jahr 1714 von dem Nördlinger Orgelbauer Nicolaus Prescher und 1809 nochmals von dem Ulmer Orgelbauer Schmahl. Im Jahr 1857 entschied man sich für einen kompletten Neubau; das ursprüngliche Instrument ist also nicht erhalten.
Das Aussehen der Ulmer Ehemann-Orgel ist jedoch durch eine Arbeit des Kupferstechers Matthäus Merian d. Ä. der Nachwelt überliefert. Er verewigte das Instrument mit seinem Stich Die Orgel in der Kirchen zur Heil. Dreyfaltigkeit in Ulm, den er zwei Jahre nach ihrer Fertigstellung 1643 anfertigte. Die Abbildung zeigt außer den von Haid beschriebenen, das Instrument tragenden Säulen den Prospekt der Orgel, die reich mit Holzschnitzereien verziert war. Besonders zahlreich sind die Darstellungen von Putten, und im oberen Bereich rahmen zwei musizierende Engelfiguren den höchsten Teil des Aufbaus ein, der von einem Harfe spielenden König David gekrönt wird. Merian bildete auf demselben Blatt auch einen „Grundriss des Kastens“ mit einer Maßskala ab. Durch die Veröffentlichung in Merians großem Sammelwerk Topographia Sueviae (dt. Topographie Schwabens) wurde das Bild der Ulmer Ehemann-Orgel weit verbreitet und erlangte einen hohen Bekanntheitsgrad. Es ist einer der frühesten Stiche mit einem Orgelmotiv.

### Weitere Arbeiten
Für das Jahr 1643 lässt eine beim Neubau einer Orgel im schwäbischen Babenhausen-Kirchhaslach einhundert Jahre später zufällig entdeckte Inschrift auf einem kleinen Holzstück vom Balg der Vorgängerorgel vermuten, dass sie ebenfalls von Ehemann gebaut worden war. Die Inschrift lautete:

„anno 1643 den 18. April ist dieser Balg zugemacht worden von mir Johann Ehemann Orgelmacher derzeit in Ulm.“

Drei Jahre später reparierte Ehemann im Jahre 1646 die Bälge der Orgel in Biberach, St. Martin für 30 Gulden. Hier hatte Caspar Eckstein aus Weil der Stadt 1590 ein neues Werk geschaffen, nachdem sein Orgelneubau von 1581 bis 1582 im Jahr 1584 einem Blitzschlag zum Opfer gefallen war.